# Yi Ok-seon
Yi Ok-seon (이옥선?; Busan, 1927 – Gwangju, 26 dicembre 2022) è stata un'attivista sudcoreana, tra le 240 donne di conforto sopravvissute alla schiavitù sessuale imposta dall'esercito giapponese durante la Seconda guerra mondiale.

## Biografia
Nata nel 1927 a Busan in una famiglia operaia molto povera con altri otto figli, da adolescente venne adottata da alcuni conoscenti della madre originari di Ulsan con la promessa di finanziare la sua educazione: la fecero invece lavorare come bambinaia per due anni, dopodiché la vendettero a un locale di intrattenitrici come donna di servizio. Nel 1942 due uomini la rapirono mentre camminava per strada e la portarono a Yanji per metterla a disposizione dell'esercito giapponese di stanza in Manciuria come donna di conforto. Provò a scappare, ma venne ricatturata, picchiata e pugnalata ai piedi con una spada affinché non ritentasse. Durante la permanenza nel bordello, che durò fino all'intervento delle truppe americane tre anni dopo, divenne sterile a causa delle ripetute iniezioni di salvarsan contro la sifilide e dell'esposizione a vapori di mercurio. Si trasferì quindi a Badaozhen (Jilin) con il marito, un coreano costretto ad arruolarsi nell'esercito giapponese, che scomparve durante la Guerra di Corea.
Nel 2000, dopo la morte del secondo marito, tornò in Corea del Sud, andando a vivere a Gwangju in una casa comune per donne di conforto e diventando un'attivista per i diritti umani, battendosi insieme ad altri sopravvissuti affinché fosse fatta giustizia. Tra i principali denunciatori dei maltrattamenti subiti dalle donne di conforto, partecipò regolarmente ai sit-in settimanali di protesta davanti all'ambasciata giapponese a Seul. Nell'agosto 2013, insieme ad altre 11 vittime, denunciò il governo giapponese per danni, vincendo la causa nel 2020, mentre nel 2015 si oppose alla rimozione della statua di una donna di conforto esposta davanti all'ambasciata giapponese a Seul, oltre che al risarcimento offerto dal governo del Giappone agli schiavi di guerra. Morì per sepsi causata da una polmonite acuta alle 21:40 del 26 dicembre 2022, facendo scendere il numero delle donne di conforto sopravvissute a 10.

## Impatto culturale
Un busto in bronzo che la raffigura, opera dell'artista Yoon Jeong-i, venne esposto nella piazza dell'House of Sharing History Museum di Toechon-myeon, Gwangju, nell'agosto 2023, accanto a quelli di altre diciotto vittime della schiavitù sessuale giapponese.
La sua storia è raccontata nel fumetto Le malerbe di Keum Suk Gendry-Kim.